# Színházi világnap
A színházi világnap (angolul World Theatre Day, rövidítése:WTD) elnevezésű nemzetközi ünnepnapot a Nemzetközi Színházi Intézet (ITI) kezdeményezésére 1962 óta évente március 27-én tartják meg világszerte.
Különféle hazai és nemzetközi   színházi rendezvényeket szerveznek ebből az alkalomból. Évente más és más világhírű személyiséget kérnek fel az ITI részéről a világnap nemzetközi üzenetének megfogalmazására. 
Magyarországon 1978 óta ünneplik. Ezen a napon többféle, színházi vonatkozású díjat adnak át, mint pl. a Gobbi Hilda-díjat.

## Története
A színházi világnap gondolatát először Helsinkiben, majd Bécsben, az ITI 9. világkongresszusán 1961 júniusában Arvi Kivimaa elnök vetette fel. A skandináv központok által támogatott kezdeményezést  a Nemzetközi Színházi Intézet 1962-től valósítja meg. A színházi világnap első nemzetközi üzenetét a francia Jean Cocteau írta meg 1962-ben.

## Fordítás
- Ez a szócikk részben vagy egészben  a   World Theatre Day című angol Wikipédia-szócikk ezen változatának fordításán alapul.  Az eredeti cikk szerkesztőit annak laptörténete sorolja fel. Ez a jelzés csupán a megfogalmazás eredetét és a szerzői jogokat jelzi, nem szolgál a cikkben szereplő információk forrásmegjelöléseként.